# Несина, Вера Максимовна
Вера Максимовна Несина (1926, село Холмогоровка, Киргизская АССР, РСФСР, СССР — 2 января 1956, СССР) — колхозница, Герой Социалистического Труда (1948).

## Биография
Родилась в 1926 году в селе Холмогоровка в Киргизской АССР.
Стала работать в сельскохозяйственной артели имени Сталина со школьного возраста.
Осенью 1946 года была назначена звена, за которым закрепили 170 гектаров земли. На этой площади посеянной земли её звено собрало в 1946 году богатый урожай и на отдельном участке площадью 36 гектаров звено собрало по 30,36 гектаров пшеницы. За этот ударный труд Вера Несина удостоилась в 1948 году звания Героя Социалистического Труда.
Скончалась 2 января 1956 года. Похоронена на православном кладбище села Шаган Когалинского сельского округа Кербулакского района.

## Награды
- Медаль «За доблестный труд в Великой Отечественной войне 1941—1945 гг.»
- Герой Социалистического Труда — Указом Президиума Верховного Совета от 28 марта 1948 года
- Орден Ленина (1948)

## Источник
- Герои Социалистического труда по полеводству Казахской ССР. — Алма-Ата, 1950. — 412 с.